# Кошарка (Одесская область)
Кошарка (укр. Кошарка) — село, относится к Захарьевскому району Одесской области Украины.
Население по переписи 2001 года составляло 136 человек. Почтовый индекс — 66712. Телефонный код — 4860. Занимает площадь 0,58 км². Код КОАТУУ — 5125281903.

## Местный совет
66711, Одесская обл., Захарьевский р-н, с. Карабаново